# Мет-Лайф Стедіум
Мет-Лайф Стедіум (англ. MetLife Stadium) — футбольний стадіон, розташований у місті Іст-Резерфорд, штат Нью-Джерсі, США. Арена приймає домашні матчі двох команд, що виступають у НФЛ — «Нью-Йорк Джаєнтс» та «Нью-Йорк Джетс». Мет-Лайф Стедіум розташований навпроти того місця, де раніше знаходився Джаєнтс Стедіум, - у минулому домашній стадіон для команд Джаєнтс (з 1976 до грудня 2009) та Джетс (з 1984 до січня 2010). Мет-Лайф Стедіум та Соу-Фай Стедіум є домашніми стадіонами одразу для двох команд НФЛ в США.

## Футбол

### Кубок Америки
Стадіон прийняв три матчі Кубка Америки 2024: два на груповому етапі та півфінальний матч.
| Дата           | Час (UTC−4) | Збірна #1 | Результат | Збірна #2 | Раунд    | Глядачі |
| -------------- | ----------- | --------- | --------- | --------- | -------- | ------- |
| 25 червня 2024 | 21:00       | Чилі      | 0–1       | Аргентина | Група A  | 81,106  |
| 27 червня 2024 | 21:00       | Уругвай   | 5–0       | Болівія   | Група C  | 48,033  |
| 9 липня 2024   | 20:00       | Аргентина | 2–0       | Канада    | Півфінал | 80,102  |